# Roter Zackenbarsch
Der Rote Zackenbarsch (Mycteroperca rubra) ist ein benthisch lebender Raubfisch der Gattung Mycteroperca aus der Familie der Zackenbarsche (Epinephelidae). Er ist an den Küsten des Ostatlantiks von Portugal bis Angola und an der südlichen Küste des Mittelmeerraumes beheimatet.

## Allgemeines
Mycteroperca rubra wurde 1793 erstmals von Marcus Élieser Bloch beschrieben. Dies ist aktuell der offizielle Artname. Die Art ist außerdem unter anderen Synonymen bekannt. Dazu gehören Epinephelus ruber (Bloch, 1793), Cerna macrogenis (Sassi, 1846), Mycteroperca scirenga (Rafinesque, 1810), Serranus armatus (Osório, 1893), Serranus emarginatus (Valenciennes, 1843), Serranus nebulosus (Cocco, 1833), Serranus tinca (Cantraine, 1833) und Sparus scirenga (Rafinesque, 1810).

## Merkmale
M. rubra besitzt einen bilateralsymmetrischen, länglichen und robusten Körper und hat eine Standardlänge (SL) von 59 cm, aber kann zu einer Größe von insgesamt bis ca. 85 cm heranwachsen. Durch Beobachtungen sollen aber sogar Größen von bis zu 95 cm möglich sein. Die Hauptmerkmale der Art werden im FAO Species Catalogue der Vereinten Nationen genannt und sind im Folgenden beschrieben.
Der Kopf ist länger als die Körperhöhe und die Höhe ist 2,8 – 3,2 Mal in der Körperlänge enthalten. Die Kopflänge ist 2,5 – 2,7 Mal in der Gesamtlänge enthalten. Zu den weiteren Merkmalen gehören ein konvexer Interorbitalbereich und verlängerte Stacheln am Präoperculum, die am Winkel vergrößert sind und einen abgerundeten Lappen bilden, der von einer direkt darüberliegenden Vertiefung abgegrenzt wird. Die Breite des Oberkiefers (Maxilla) beträgt 3,8 – 4,5 % der SL bei Individuen mit 17 – 37 cm SL und 4,8 % der SL bei Individuen mit 59 cm SL. Die Nasenlöcher sind in Jungfischen (Juvenilen) ungleich und bei Adulten sind die hinteren (posterioren) Nasenlöcher etwa doppelt so groß wie die vorderen (anterioren) Nasenlöcher.
Die Rückenflosse (Dorsalis) besitzt 11 Rückenflossenstacheln mit deutlich eingerückten Membranen und 15–17 Rückenflossenweichstrahlen (D XI + 15–17), die allesamt durch eine Membran verbunden sind und der posteriore Teil der Flosse ist abgerundet. Die Afterflosse (Analis) besteht aus 3 Hartstrahlen und 11–12 Weichstrahlen (A III + 11–12). Die Brustflossen (Pectoralis) besitzen 16 oder 17 Strahlen. Der Hinterrand der Schwanzflosse (Caudalis) ist konvex bei Juvenilen unter 20 cm SL, gerade bei Individuen mit 20–50 cm SL und schließlich konkav bei Adulten ab 50 cm SL. Der beschuppte Körper hat entlang der Seitenlinie 69–76 Schuppen und 94–108 Schuppen dorsoposterior zur Seitenlinie.
Die Art ist üblicherweise einheitlich rotbraun gefärbt und manchmal mit schwarzen oder grauweißen Punkten. Über der Maxilla sind unregelmäßige schwarze Streifen. Ein Erkennungsmerkmal von Juvenilen ist außerdem ein schwarzer Sattelfleck am Schwanzansatz.

## Verbreitung und Lebensraum
Der Rote Zackenbarsch kommt im Ostatlantik entlang der Küste von Portugal bis nach Angola, sowie an den Küsten in südlichen Teilen des Mittelmeers, der Ägäis, dem Ionischen Meer und südlichen Teilen des Adriatischen Meeres vor.
Allgemein ist der Rote Zackenbarsch eine benthische Art, die am Kontinentalschelf lebt und sich dort in Tiefen von 15 bis 200 m, aber meist im Bereich von 15 bis 50 m Tiefe aufhält. Dort beschränkt er sich bevorzugt auf Sand- und Felsböden als Lebensraum und schwimmt für gewöhnlich 0,1–5 m über dem Boden. Entlang der Küsten des östlichen Mittelmeeres ist er häufig in geringeren Tiefen von unter 40 m anzutreffen.
Ursprünglich wurde fälschlicherweise angenommen, dass die Art auch in anderen Gebieten lebt. Die an den Küsten in Teilen des Westatlantiks beobachteten Individuen sind aber nachträglich als Mycteroperca acutirostris identifiziert worden. Außerdem wurden weitere angebliche beobachtete Individuen bei Madeira, den Azoren, den Kanarischen Inseln und Kap Verde von Heemstra als Mycteroperca fusca bestimmt.

## Verhalten
Rote Zackenbarsche leben für gewöhnlich solitär oder auch in kleinen Gruppen, von bis zu 10 Individuen. Sie sind tagaktiv und ziehen sich nachts in Höhlen und Löcher der felsigen Habitate zurück. Kleinere Individuen bis 10 cm halten sich das gesamte Jahr über in flacheren felsigen Küstengebieten in geringen Tiefen von unter 10 m auf.

## Ernährung
Der Rote Zackenbarsch ist ein karnivorer Raubfisch, der sich größtenteils von kleinen Fischen, aber auch von Mollusken (vermutlich Cephalopoda) ernährt. Zu seiner Beute gehört vor allem der Kaninchenfisch (Siganus spp.), der etwa 2/3 der identifizierten Beute ausmacht.
Daher ist es plausibel, dass der Kaninchenfisch einen signifikanten Beitrag zur Etablierung großer Populationen des Roten Zackenbarsches im östlichen Mittelmeer beiträgt. Dieser Beutefisch ist im Mittelmeer invasiv und ist durch anthropogene Faktoren zugewandert. Seit der Öffnung des Suezkanals ermöglichte diese neue und abundante Futterquelle einen großen Zuwachs in der Population des Roten Zackenbarsches. Dadurch wurde diese Art zu der am häufigsten im östlichen Mittelmeer vorkommenden Zackenbarschart, während er in anderen Gebieten des Mittelmeers deutlich seltener ist.

## Fortpflanzung
Der Rote Zackenbarsch ist ein protogyner Hermaphrodit. Die Fische sind also zunächst weiblich und erreichen ab einem bestimmten Alter und einer bestimmten Größe sexuelle Reife, bei der sich einige Individuen zu Männchen entwickeln.
Eine Studie in israelischen Gewässern hat ergeben, dass die Fische ab einem Alter von zwei Jahren und einer Größe von 35 bis 36 cm geschlechtsreif sind. Im Zeitraum von Februar/März bis Ende Mai findet die Brutzeit statt, bei der sich in bestimmten Gebieten große Zahlen von Roten Zackenbarschen zusammenfinden. Dabei versammeln sich in dem gesamten Zeitraum in Intervallen von 1 bis 2 Wochen teilweise bis zu 500 Individuen in komplexen felsigen Habitaten, die viel Schutz bei der Fortpflanzung bieten. Es wird ebenfalls angenommen, dass weibliche Fische mehrmals in einer Saison Nachkommen haben.
Bei den Versammlungen der Roten Zackenbarsche zur Paarungszeit wurden bei einer Studie drei verschiedene Farbmuster beobachtet. Dazu gehören ein dunkles, ein gepunktetes und ein helles Muster. Im Rahmen der Untersuchungen konnten jedoch keine signifikanten Veränderungen im Verhaltensmuster der Fische beobachtet werden, sodass die genaue Funktion der unterschiedlichen Farbmuster weitgehend unbekannt ist. Allerdings ist es allgemein bekannt, dass die häufige veränderte farbliche Morphologie der nah verwandten Serraniden bei Versammlungen während der Paarungszeit einen wichtigen Aspekt bei der Sexualkommunikation der Fische ausmacht. Man kann also davon ausgehen, dass die Farbmuster auch bei M. rubra eine Rolle bei der Fortpflanzung spielen.

## Parasiten
Ein prominenter Parasit von M. rubra ist der diplectanide Monogene Pseudorhabdosynochus regius, sowie Pseudorhabdosynochus Yamaguti, 1958, die aber nicht näher beschrieben wurde.
Diese parasitären Kiemenschmarotzer leben auf den Kiemen des Fisches und wurden bei Individuen gefunden, die an den Küsten von Senegal, Tunesien und Libyen gefangen wurden. Somit kann man davon ausgehen, dass der Parasit in südlichen Teilen des Mittelmeers und an der Westküste Afrikas auf den Kiemen des Roten Zackenbarsches vorkommt.

## Fischerei und Bedrohung
M. rubra hat einen gewissen kommerziellen Nutzen, da er in manchen Gebieten im Mittelmeer und entlang der Westküste Afrikas als Speisefisch gefangen wird. Allerdings ist die Art ist auf marokkanischen Fischmärkten häufig als Beifang anzutreffen. Bei Verzehr des Fisches können je nach Fanggebiet gelegentlich Ciguatera-Vergiftungen auftreten.
Eine weitere Bedrohung der Art ist das Speerfischen vor allem an der israelischen Küste, welches während der Versammlungen in der Fortpflanzungsperiode der Fische verstärkt stattfindet.
Der Rote Zackenbarsch wurde zuletzt am 22. November 2016 von der Weltnaturschutzunion (IUCN) als „nicht gefährdet“ (LC = Least Concern) eingeschätzt. Genaue Populationsdaten sind nicht bekannt, aber vor allem in östlichen Gewässern des Mittelmeeres ist M. rubra häufig anzutreffen, was besonders auf die neue durch anthropogene Einflüsse ermöglichte Futterquelle zurückzuführen ist. Allerdings ist eine Gefährdung durch intensive Fischerei in Gebieten mit großen Versammlungen von Individuen während der Fortpflanzungsperioden möglich.